# MB Miðvágur
MB Miðvágur, vollständiger Name Miðvágs Bóltfelag („Ballverein von Miðvágur“ [ˈmiːvɔavuɹ]), abgekürzt MB, ist ein färöischer Fußball- und ehemaliger Volleyballverein mit Sitz in Miðvágur auf der Insel Vágar.

## Fußball

### Geschichte
Am 21. Januar 1905 gegründet, war MB einer der ersten Fußballvereine der Färöer. Aber als 1942 die nationale Liga eingeführt wurde, sollte es bis auf ein kurzes Gastspiel im Jahre 1947 noch bis 1978 dauern, bis MB endlich in der 1. Liga antreten konnte. 1978 und 1979 konnte die Mannschaft die Klasse halten, ein Jahr darauf erfolgte jedoch der Abstieg in die zweite Liga. 1983 folgte ein Comeback, von 1990 bis 1991 noch einmal. Dies war die Zeit, als Mikkjal Danielsen hier spielte, der als Verteidiger beim Fußballländerspiel Färöer – Österreich 1990 „das Spiel seines Lebens“ erlebte.
In den darauf folgenden Saisons 1995–97 und 2000 war MB nur mehr als ein Teil des Zusammenschlusses FS Vágar in der ersten Liga.
2004 trennten sich die Partner von FS Vágar und seitdem konnte MB nie wieder in den oberen Rängen mitmischen. 2009 belegte MB Miðvágur in der 1. Deild nach dem Aufstieg im Vorjahr abgeschlagen den letzten Platz. Im Jahr darauf folgte mit drei Punkten Rückstand auf den achten Platz erneut als Letztplatzierter der Abstieg in die 3. Deild. 2012 gelang als Zweitplatzierter trotz der verlorenen Niederlage im Endspiel gegen KÍ Klaksvík III die Rückkehr in die dritte Liga. Nach einem vierten Platz gelang 2014 als Erstplatzierter der Aufstieg in die 1. Deild. Zwei letzte Plätze in Folge später fand sich MB in der vierten Liga wieder. 2023 spielten sie für eine Saison in der 2. Deild, welche sie nach dem elften Platz wieder verlassen mussten.

### Trainer
- Árni Frederiksen (1978–1980)[2]
- Finnur Helmsdal (1983)
- Þorleif Friðjónsson (1984–1985)
- Gary Harris (1990)
- Sverri Jacobsen (1990)
- Páll Fróði Joensen (1991)
- Tommy Møller Nielsen (1992)
- Finnur Helmsdal (2005)
- Mathias Davidsen (2006–2007)
- Dánjal Jákup Joensen (2008)
- Kári Reynheim (2009)
- Per Joensen (2009)
- Jóhannis Joensen (2010–2011)
- Jens Erik Rasmussen (2012)
- Súni Fríði Barbá (2013–2014)
- John N. Thomsen (2015)
- Kristoffur Vidtfeldt (2016)
- Valdemar á Løgmansbø (2017)
- Kristoffer Kvistgaard (2020)
- James Dermody (2022)
- Jan Skoupil (2023)
- Kristoffur Vidtfeldt (2023)
- Frankie Jensen (2023)

### Bekannte Spieler
Aufgelistet sind alle Spieler, die mindestens zehn Spiele für die Nationalmannschaft absolviert haben.
- Mikkjal Danielsen (1978–1993)
- Jóhannis Joensen (1990–1993)
- Sonni Nattestad (2010)
- Jens Erik Rasmussen (1985–1991, 1993, 2013)
- Kári Reynheim (2009)

Rekordspieler der ersten Liga ist Mikkjal Danielsen mit 85 Spielen. Birgir Jørgensen erzielte mit 14 die meisten Tore in der Betrideildin (Stand: Ende 2023).

### Ligarekorde
- Beste Ligaplatzierung: 3. Platz (1990)
- Höchster Heimsieg: 6:0 gegen VB Vágur (29. April 1979)
- Höchste Heimniederlage: 0:7 gegen TB Tvøroyri (10. September 1978)
- Höchster Auswärtssieg: 4:0 gegen B36 Tórshavn (25. Juni 1983), 4:0 gegen SÍ Sumba (10. August 1991)
- Höchste Auswärtsniederlage: 0:6 gegen B36 Tórshavn (7. September 1991)
- Torreichstes Spiel: KÍ Klaksvík gegen MB Miðvágur 6:5 (17. Juni 1990)
- Ewige Tabelle: 18. Platz

### Frauenfußball
Das Frauenteam von MB spielte als Gründungsmitglied die ersten beiden Saisons in der 1. Deild, stieg 1986 jedoch als Letztplatzierter mit null Punkten ab. 1991 kehrte die Mannschaft kurzzeitig wieder in die erste Liga zurück, holte jedoch erneut keinen Punkt und stieg abermals ab. 2009 gelang in einer Spielgemeinschaft mit 07 Vestur der erneute Aufstieg durch einen ersten Platz in der 2. Deild. Nach dem Aufstieg wurde die Spielgemeinschaft aufgelöst und in der ersten Liga holte die Mannschaft nur drei Punkte, so dass der Gang in die Zweitklassigkeit die Folge war. Dort belegte MB 2012 mit nur einem Punkt den letzten Platz.

#### Ligarekorde
- Beste Ligaplatzierung: 6. Platz (2010)
- Höchster Heimsieg: 7:1 gegen GÍ Gøta II (1985)
- Höchste Heimniederlage: 0:14 gegen KÍ Klaksvík (1. April 2010)
- Höchster Auswärtssieg: 3:0 gegen GÍ Gøta II (1985)
- Höchste Auswärtsniederlage: 1:15 gegen HB Tórshavn (10. August 1986)
- Torreichstes Spiel: HB Tórshavn gegen MB Miðvágur 15:1 (10. August 1986)
- Ewige Tabelle: 22. Platz

## Volleyball
Die Volleyballabteilung von MB Miðvágur gewann bei den Frauen drei Mal den Meistertitel. In der Liga werden sowohl bei den Männern als auch bei den Frauen jedoch keine Mannschaften mehr abgestellt.

### Erfolge
- 3 × Färöischer Meister der Frauen: 1976, 1977, 1978